# Фельдмаршал (Таиланд)
Фельдмаршал (тайск. จอมพล) — высшее воинское звание в Сухопутных войсках Таиланда. Соответствует званию «Маршал Королевских ВВС» в Королевских ВВС Таиланда и званию «Адмирал флота» в Королевском ВМФ Таиланда. Является «пятизвёздным» званием (по применяемой в НАТО кодировке — OF-10).

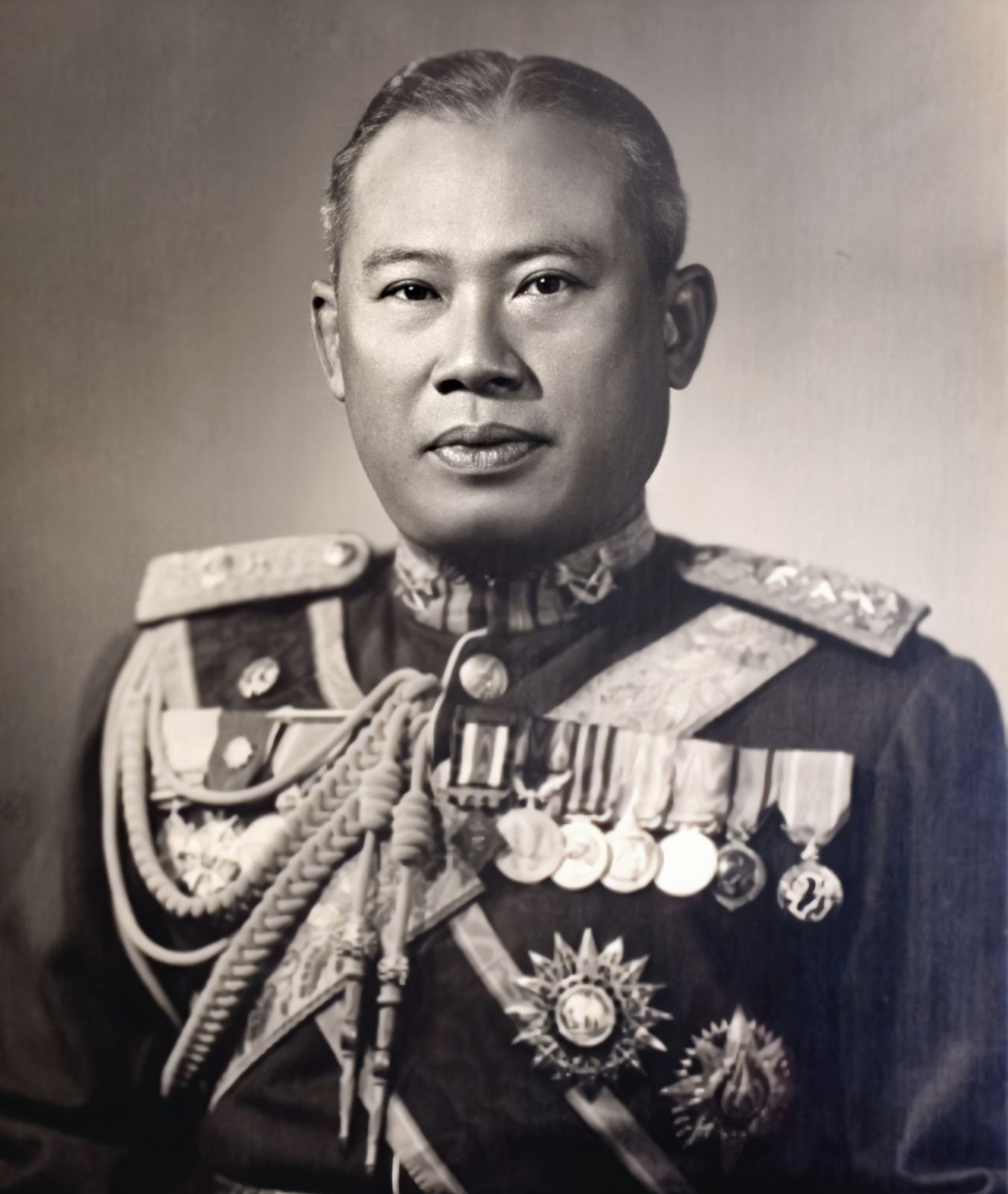
Таном Киттикачон - один из носителей данного звания (1964)

Следует за званием «Генерал» и является высшим званием для военнослужащих Сухопутных войск.

## История
Звание было официально учреждено в 1888 году вместе со всеми остальными воинскими званиями Королём Таиланда Рамой V, который хотел модернизировать Вооружённые силы Таиланда по западному образцу. Король как Верховный Главнокомандующий автоматически становится фельдмаршалом при вступлении на престол. Всего данное звание было присвоено 19 раз: 6 Королям Таиланда (Рама V, Рама VI, Рама VII, Рама VIII, Рама IX и Рама X) и 13 государственным деятелям Таиланда.

## Положение о звании
Сегодня звание присваивается членами Королевской семьи Таиланда в качестве церемониального и формально существует в Сухопутных войсках Таиланда. После событий 14 октября 1973 года звание не присваивается армейским офицерам (последним офицером, которому было присвоено звание фельдмаршала, был Прапат Чарусатьен).

## Галерея

Погон
Штандарт